# Opius glabrifossa
Opius glabrifossa är en stekelart som beskrevs av Fischer 1963. Opius glabrifossa ingår i släktet Opius och familjen bracksteklar. Inga underarter finns listade i Catalogue of Life.